# Ny Doradus
Ny Doradus (ν Doradus, förkortat Ny Dor, ν Dor) som är stjärnans Bayerbeteckning, är en ensam stjärna belägen i den södra delen av stjärnbilden Svärdfisken. Den har en skenbar magnitud på 5,06 och är synlig för blotta ögat där ljusföroreningar ej förekommer. Baserat på parallaxmätning inom Hipparcosuppdraget på ca 10,9 mas, beräknas den befinna sig på ett avstånd på ca 300 ljusår (ca 92 parsek) från solen. På det beräknade avståndet minskas den skenbara magnituden med 0,07 enheter på grund av skymning genom interstellärt stoft. Stjärnan rör sig bort från solen med en heliocentrisk radiell hastighet på +17,5 km/s.

## Egenskaper
Ny Doradus är en blå till vit stjärna i huvudserien av spektralklass B8 V. Den har massa som är ca 2,7 gånger större än solens massa, en radie som är ca 3,2 gånger större än solens och utsänder från dess fotosfär ca 107 gånger mera energi än solen vid en effektiv temperatur av ca 11 400 K. Något överskott av infraröd strålning har inte observerats.